# Missy Elliott
Melissa Arnette Elliott med kunstnernavne som Missy Elliot og Missy E (født 1. juli 1971 i Portsmouth, Virginia), er en afrikansk-amerikansk sanger, rapper, sangskriver og musikproducer.
Hun har skrevet sange for f.eks. Janet Jackson og Whitney Houston og producerer også selv.
Missy Elliot har bl.a. medvirket på album med Janet Jackson (Son of a gun), Ciara (1,2 step og lose yourself), Fatman Scoop og Jazmine Sullivan. Missy Elliot har bl.a. også lavet soundtracket til Disneyfilmen Carwash sammen med Christina Aguilera. Hun lavede også musik til dansefilmen Step up to the streets med nummeret Ching-A-Ling fra 2008.